# Henri XXIV Reuss de Greiz
Titres
Prétendant au trône de Reuss-Greiz
11 novembre 1918 – 13 octobre 1927
(8 ans, 11 mois et 2 jours)
Prince Reuss branche aînée
19 avril 1902 – 11 novembre 1918
(16 ans, 6 mois et 23 jours)
Henri XXIV Reuss de Greiz, né le 20 mars 1878 à Greiz et mort le 13 octobre 1927 dans la même ville, est le dernier souverain de la principauté de Greiz.

## Biographie
Seul fils du prince Henri XXII et de son épouse Ida de Schaumbourg-Lippe, il succède à son père à sa mort, le 19 avril 1902. Incapable de régner en raison de déficiences physiques et mentales à la suite d'un accident dans son enfance, la régence est assurée par le prince Henri XIV de la branche cadette de la maison Reuss, jusqu'à sa mort en 1913, puis par son successeur Henri XXVII issu d'une branche cadette des Reuss.
Comme dans le reste de l'Empire allemand, la principauté est emportée par les mouvements révolutionnaires et est abolie le 11 novembre 1918. L'ancien prince Henri conserve néanmoins le droit de résider au palais d'été (de) de Greiz jusqu'à sa mort, neuf ans plus tard. Avec lui s'éteint la branche aînée de la maison de Reuss, dont les titres passent au chef de la branche cadette Henri XXVII, qui prend le titre de « prince Reuss ».